# 보덕국
보덕국(報德國), 또는 고려(高麗, 674년 ~ 684년)는 한반도 남부의 익산에서 고구려 부흥운동을 전개했던 국가이다. 신라의 문무왕이 고구려 왕족 안승(安勝)을 보덕국왕(報德國王)으로 책봉하고 안승을 따르는 고구려 유민들을 신라의 금마저(전북특별자치도 익산)에 안치시키며 탄생한 나라다. 신라의 번속국(藩屬國)이었지만 고구려와 동일한 5부와 관등 체계를 갖추고 나당 전쟁에 참전하거나 일본과 견고려사(遣高麗使)라는 이름으로 사신을 주고받는 등 나름 활발한 활동을 벌였다.
약 10년 간 나라가 지속되다가 안승이 신라 귀족으로 편입되고 안승의 친족 대문과 실복 등이 일으킨 반란이 신라에 의해 진압되면서 멸망했다. 멸망 후 고구려 귀족과 유민들은 신라의 9주5소경중 하나인 남원경(전북특별자치도 남원)으로 이전되었다. 이 과정에서 고구려의 현악기인 거문고가 전래되었다.

## 역사

### 망명
668년, 고구려가 신라와 당나라의 연합군에게 멸망당한 뒤, 안승은 사야도(史冶島)에 머무르고 있었다. 670년 검모잠이 사야도에 있던 안승을 한성으로 맞아들여 왕으로 추대하고 고구려 부흥군을 일으켰다. 그 후 고구려 부흥군은 소형(小兄) 다식(多式)을 보내 신라에 대해 복속할 것을 약속하고 도움을 청했다. 문무왕은 그들을 금마저(金馬渚 : 전북특별자치도 익산)에 머물도록 했다. 그러나 당군의 압박을 받게 되자, 이에 대처하는 방안을 둘러싸고 내분이 일어나 안승이 검모잠을 죽이고 신라에 투항했다.

### 건국
674년 신라의 문무왕은 안승에게 금마저(金馬渚 : 전북특별자치도 익산)를 하사하고 보덕국왕(報德國王)으로 책봉하였다. 이는 신라가 고구려 유민을 흡수하고 당나라를 한반도에서 몰아내기 위해 편 화합 정책의 하나였다. 674년 보덕국(報德國)은 고려(高麗) 국호를 내세워 위두대형 한자(邯子)와 전부대형 석간(碩干)을 일본에 사신으로 보냈다. 일본서기에는 신라 김이익(金利益)이 이때 쓰쿠시(築紫)까지 안내해 주었다고 나와있다. 679년 신라군의 휘하에서 나당전쟁에 참전하여 당나라군을 격퇴하였다. 680년 신라 문무왕은 보덕국에 금·은으로 만든 그릇과 여러 가지 채색 비단 100단을 주고 문무왕의 조카딸과 혼인하도록 하였다. 이에 화답하여 보덕국의 대장군 태대형(太大兄) 고연무(高延武)가 신라에 사신으로 파견되어 신라왕족과 보덕국의 혼례를 맞게 해준 것을 사례하는 교서를 전하였다. 683년 6월에는 보덕국에서 하부조유 괘루모절(卦婁毛切)과 대고앙가(大古昻加)를 일본에 사신으로 보냈다. 신라가 대나마(大那末) 김석기(金釋起)를 보내 보덕국의 사신을 치쿠시까지 호송하였다.

### 멸망
683년 안승은 신문왕으로부터 소판(蘇判)의 관직을 받고 김씨(金氏) 성을 사성(賜姓)받은 뒤 집, 토지를 하사받아 보덕국과 격리된 채 신라 중앙 귀족이 되었다. 이러한 신라의 조치에 불만을 품은 안승의 친족이자 보덕국의 장수인 대문이 반란을 기도하다가 처형되자 실복이 우두머리가 되어 반란을 일으켰다. 이때 격렬한 전투가 벌어져 토벌군인 신라 장군 핍실(逼實)·김영윤(金令胤) 등이 전사하는 등 막대한 피해를 입혔다. 결국 신라에 의해 진압되어 보덕국은 683년 멸망하였다.

### 거문고의 전래

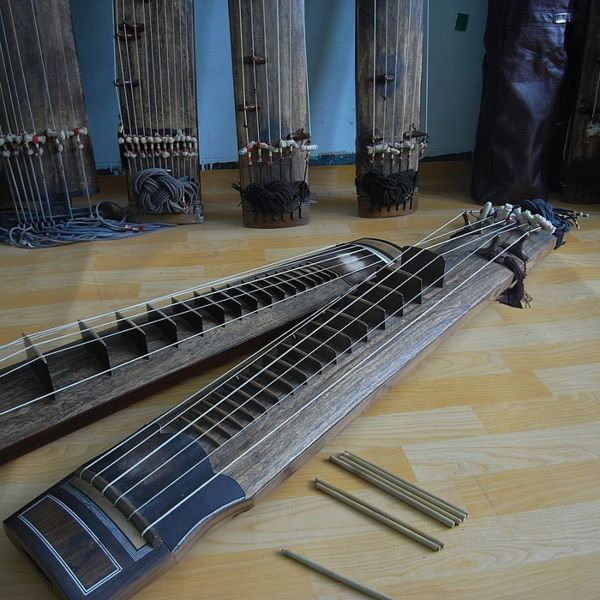
거문고

685년 신라의 신문왕은 전국의 행정 구역을 9주·5소경으로 재조직하여 편성하였다. 보덕국 멸망후 고구려 귀족과 유민들은 5소경 중 호남지역을 관할하는 남원경(南原京 : 전북특별자치도 남원)으로 이주되어 귀족은 6두품의 신분으로 신라 귀족으로 편입되었고 유민은 신라의 중앙군 벽금서당과 적금서당으로 편입되었다. 이 과정에서 고구려의 현악기 거문고가 남원 지역을 중심으로 한반도 남부에 전파되었다. 신라 경덕왕때 옥공영(玉恭永)의 아들 옥보고(玉寶高)가 남원경(南原京)에 위치한 지리산 운상원(雲上院, 현재 국악의 성지 위치)에 들어가 50년동안 상원곡, 중원곡, 하원곡 등 새로운 거문고 가락 30곡을 지어 널리 전파하였다.

## 정치
보덕국은 형식적으로 신라의 힘을 빌려 세워진 번속국(藩屬國)이었다. 그러나 고구려를 계승하여 고려(高麗) 국호를 사용하고 외교에서도 일본이 보덕국을 고구려의 후신으로 견주하고 견고려사(遣高麗使)를 보내는등 높은 자치성을 보였다.
보덕국의 관직체계는 고구려와 동일한 5부와 관등 체계를 계승하였다. 일본서기에 기록된 보덕국 사신의 관직명 상부(上部)와 하부(下部), 위두대형(位頭大兄), 전부대형(前部大兄), 조유(助有), 태대형(太大兄)등 고구려에서 쓰이던 직책들이다.
보덕국의 치소는 전북특별자치도 익산시 금마면 서고도리 50-3에 위치한 익산 토성(보덕성)으로 추정되고 있다. 삼국사기 열전 김영윤 조에 따르면 "신라 신문왕 때에 고구려의 남은 적(賊)인 실복(悉伏)이 보덕성(報德城)에서 반란을 일으켰다. 왕이 그를 토벌할 것을 명하고 김영윤을 황금서당 보기감으로 삼았다."라는 사료가 남아있다.

## 사회
보덕국은 신라에 망명한 고구려 왕족과 귀족, 고구려 유민이 주축이 되었으며 지리적으로는 백제 유민들의 근거지였다. 그래서 당나라가 고구려 유민들을 포로로 데려가자, 반대로 신라는 고구려 유민들을 신라 영토로 이주시키면서 보덕국을 세우고 마한과 연합하게 하였다.
보덕왕(報德王) 안승(安勝)은 고구려의 마지막 왕인 보장왕의 서자(庶子), 또는 외손(신라본기에는 연정토의 아들)이자. 횡성 고씨(橫城 高氏) 중시조 고인승의 동복동생이다. 연개소문 가문이 고구려 후기에 실질적으로 왕권을 행사하던 세력이므로 안승이 연정토의 아들이라고 하여도 실제로는 고구려 왕족과 대등하였다.
보덕국이 멸망하고 고구려인들은 5소경 중 호남지역을 관할하는 남원경(南原京 : 전북특별자치도 남원)으로 이주되어 고구려 귀족은 6두품의 신분으로 신라 귀족으로 편입되었고 고구려 유민은 신라의 중앙군 벽금서당과 적금서당으로 편입되었다.

## 같이 보기
- 고구려
- 익산시
- 남원시
- 거문고

## 역대군주
| 대수  | 묘호 | 시호            | 성명            | 연호 | 재위 기간     | 비고                                                              | 능호 |
| ----- | ---- | --------------- | --------------- | ---- | ------------- | ----------------------------------------------------------------- | ---- |
| 제1대 | -    | 보덕왕 (報德王) | 고안승 (高安勝) | -    | 674년 ~ 683년 | 보장왕의 서자 혹은 외손자라는 설과 연정토의 아들이라는 설이 있음. | -    |